# Cobitis trichonica
Cobitis trichonica là một loài cá vây tia trong họ Cobitidae. Chúng chỉ được tìm thấy ở Hy Lạp.